# WestVerkehr
West (oftwel WestVerkehr GmbH) is een Duitse vervoersmaatschappij uit Geilenkirchen. Ze rijdt stad-, streek- en belbussen in de Kreis Heinsberg. Het moederbedrijf NEW AG heeft naast Heinsberg ook het openbaar vervoer in Mönchengladbach en Kreis Viersen in handen.

## Busvervoer
West rijdt één grensoverschrijdende lijn, de snelbus SB3 van station Geilenkirchen naar station Sittard. Arriva Limburg rijdt echter ook een internationale bus in het concessiegebied van West, lijn 64 van station Roermond naar station Heinsberg. Ook zijn er onder de naam MultiBus enkele belbussen naar Nederland, namelijk naar Echterbosch, Schinveld en Sittard, waar zij aansluiting geven op Nederlandse buslijnen.

## Geschiedenis
Per 1 augustus 2015 werd WestEnergie und Verkehr GmbH gesplitst in twee aparte bedrijven, namelijk WestEnergie GmbH en WestVerkehr GmbH. WestEnergie GmbH werd ondergebracht bij NEW AG en het openbaar vervoer bleef in handen van WestVerkehr GmbH.

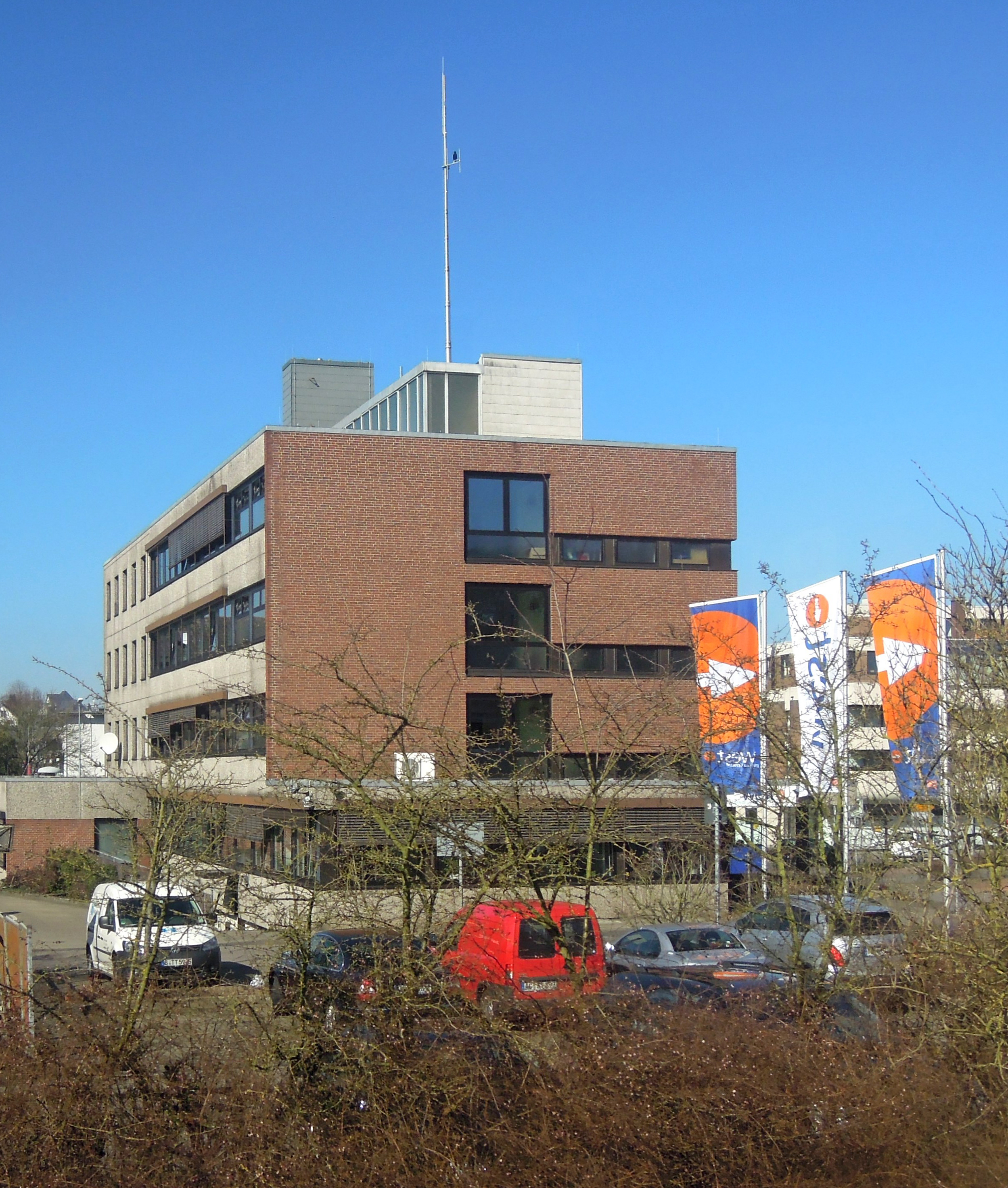
Hoofdkantoor in Geilenkirchen

## Spoorlijnen
West is eigenaar van de spoorlijn Lindern - Heinsberg. Deze spoorlijn wordt echter uitgebaat door Rurtalbahn en er rijden Regionalbahn-treinen van DB Regio NRW. Ook is West eigenaar van het spoor tussen de spoorlijn Rheydt - Dalheim en het Siemens-testcentrum Wegberg-Wildenrath. Dit verbindingsspoor is verpacht aan Siemens. Tevens beheert West de infrastructuur van de museale Selfkantbahn.